# Zarina
Zarina is een kevergeslacht uit de familie van de boktorren (Cerambycidae). De wetenschappelijke naam van het geslacht werd voor het eerst geldig gepubliceerd in 1898 door Fairmaire.

## Soorten
Zarina is monotypisch en omvat slechts de volgende soort:
- Zarina semicyanea Fairmaire, 1898